# Am Freihof 4

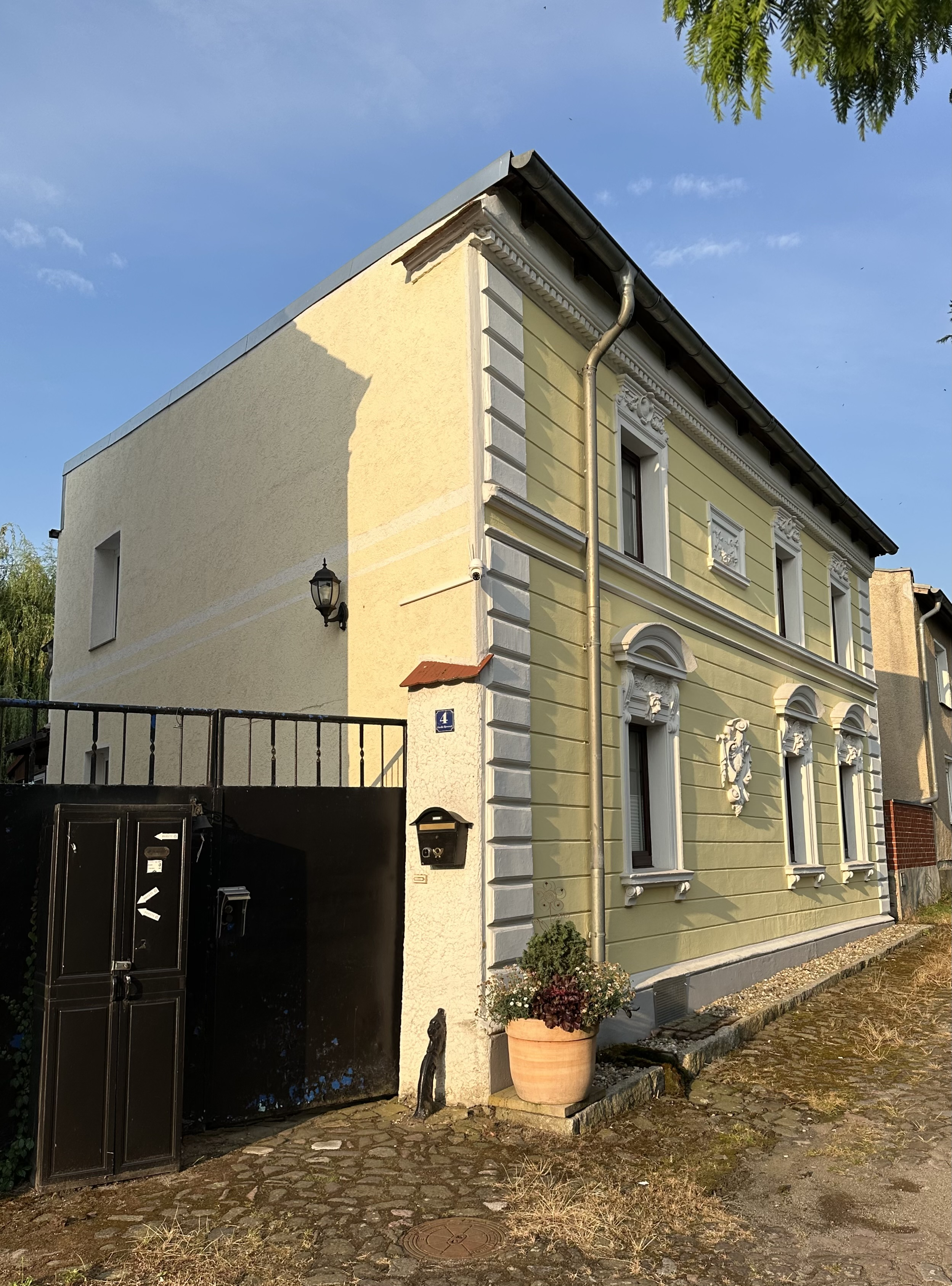
Wohnhaus Am Freihof 4 im Jahr 2025

Am Freihof 4 ist ein denkmalgeschütztes Wohnhaus im Magdeburger Stadtteil Alt Olvenstedt in Sachsen-Anhalt.

## Lage
Das Wohnhaus befindet sich im westlichen Teil Alt Olvenstedts, auf der Südseite der Straße Am Freihof, an deren westlichen Ende.

## Architektur und Geschichte
Das zweigeschossige verputzte Gebäude entstand etwa 1880/1890 im Stil des Neobarocks. Die Fassade ist repräsentativ gestaltet und verfügt über Putzbänder. Die Fensteröffnungen des Erdgeschosses sind mit aufwändigen Rahmungen versehen und werden von Segmentbögen überdacht. Das Gesims ist besonders hervorgehoben. Bedeckt ist das Haus von einem flachen Pultdach. Eine Stuckkartusche verweist mit den Initialen C. S. auf den Erbauer.
Im Denkmalverzeichnis des Landes Sachsen-Anhalt ist das Wohnhaus unter der Erfassungsnummer 094 81883 als Baudenkmal verzeichnet.
Das Haus gilt als Beispiel für die Übernahme städtisch-repräsentativer Bauformen in den ländlichen Bereich während der Gründerzeit.